# Turgay Doğan
Turgay Doğan  est un joueur turc de volley-ball né le 14 février 1984. Il mesure 1,90 m et joue central.

## Clubs
| Club                  | Pays    | De        | À         |
| --------------------- | ------- | --------- | --------- |
| Tokat Belediye Plevne | Turquie | 2003-2004 | 2003-2004 |
| Erdemirspor Eregli    | Turquie | 2004-2005 | 2007-2008 |
| Maliye Milli Piyango  | Turquie | 2006-2007 |           |
| Galatasaray SK        | Turquie | 2008-2009 | 2008-2009 |
| Mef Okulları          | Turquie | 2009-2010 | 2010-2011 |

## Palmarès
- Challenge Cup (1)
  - Vainqueur : 2014